# 圣皮埃尔 (意大利)
圣皮埃尔（法語：Saint-Pierre，法語發音：[sɛ̃ pjɛʁ] ⓘ）是意大利瓦莱达奥斯塔大区的一个市镇。总面积26平方公里，人口3074人，人口密度118.2人/平方公里（2009年）。ISTAT代码为007063。